# Hans Süper senior
Johann „Hans“ Süper, auch Hans Johann „d’r Stump“ Süper (* 28. August 1907 in Köln; † 4. November 1970 ebenda), war ein deutscher Musiker.

## Leben
Süper war Gründungsmitglied und Komponist des Kölner Gesangsquartetts De Vier Botze (Kölsch, Die vier Hosen), das von 1933 bis in die 1960er-Jahre existierte und zunächst über den Kölner Karneval bekannt wurde. Süper war Komponist und Arrangeur des Quartetts und trat dort als „d’r Stump“ bzw. „de Stump“ (Kölsch, „der Stumpf“) auf. Er war der Vater des ebenfalls im Karneval als Mitwirkender im Colonia Duett und später im „Süper-Duett“ bekannt gewordenen Hans Süper junior. Süper senior schenkte seinem Sohn dessen erste „Flitsch“, eine mit Saiten bespannte Apfelsinenkiste, die er aus der Kriegsgefangenschaft mitbrachte. Die Flitsch fand auch den Weg in den Titel von Süper juniors Biografie „Mein Leben mit der Flitsch“.
Süper starb im Alter von 63 Jahren. Er war verwitwet von Ursula Danz, die er 1928 in Köln geheiratet hatte.